# Carpaccio
Pour les articles homonymes, voir Carpaccio (homonymie).
Ne pas confondre avec le gaspacho, un potage à base de légumes crus mixés servi froid.
Le carpaccio est une préparation culinaire typique de la cuisine italienne, à base de viande de bœuf crue, coupée en tranches très fines, assaisonnée traditionnellement d'un filet d'huile d'olive, jus de citron, sel, poivre et parsemé (ou non) de copeaux de parmesan ou de pecorino. Il peut être aussi agrémenté de pignons de pin grillés et de feuilles de roquette. 
Cette recette d'origine a depuis été déclinée en de nombreuses variantes, à base d'autres viandes, et aussi de poissons, de fruits de mer crus, etc.

## Histoire
Le carpaccio est inventé en 1950 ou 1963 selon les sources,, par le chef Giuseppe Cipriani, fondateur du Harry's Bar sur le Grand Canal, près de la place Saint-Marc, de Venise, pour sa cliente, la comtesse Amalia Nani Mocenigo, à qui son médecin conseillait de manger de la viande crue. 
Le nom du plat est inspiré par la couleur rouge de l'œuvre du peintre italien, Vittore Carpaccio, couleur qui rappela au chef, lors d'une visite à une grande exposition à Venise, la couleur des fines tranches de bœuf dans l'assiette de sa cliente,,.

## Variantes
Le carpaccio dit « Cipriani », adapté au goût de la clientèle anglo-saxonne, s'assaisonne d'une mayonnaise allongée de lait, relevée de moutarde et de sauce Worcestershire. En Piémont, ce plat est parfois agrémenté de truffe blanche d'Alba. Il porte alors le nom de carpaccio di carne cruda all'albese.
Le carpaccio de Bresaola, qui se prépare aussi avec de la viande de bœuf crue mais séchée, est également un classique de la cuisine du Nord de l'Italie.
La recette originale peut être déclinée avec de nombreuses autres viandes crues, telles que les viandes blanches, les volailles, les poissons (par exemple du saumon) ou les crustacés, des fruits ou des légumes.

## Sécurité alimentaire
Comme pour le steak tartare, ou les sushis et sashimis de la cuisine japonaise, la sélection, préparation et consommation de viande et de poisson crus, non cuite, implique un respect drastique important des règles de base d'hygiène des aliments et de sécurité alimentaire, sous peine de risques d'intoxication alimentaire, telle que la Listeria ou la toxoplasmose.

## Galerie

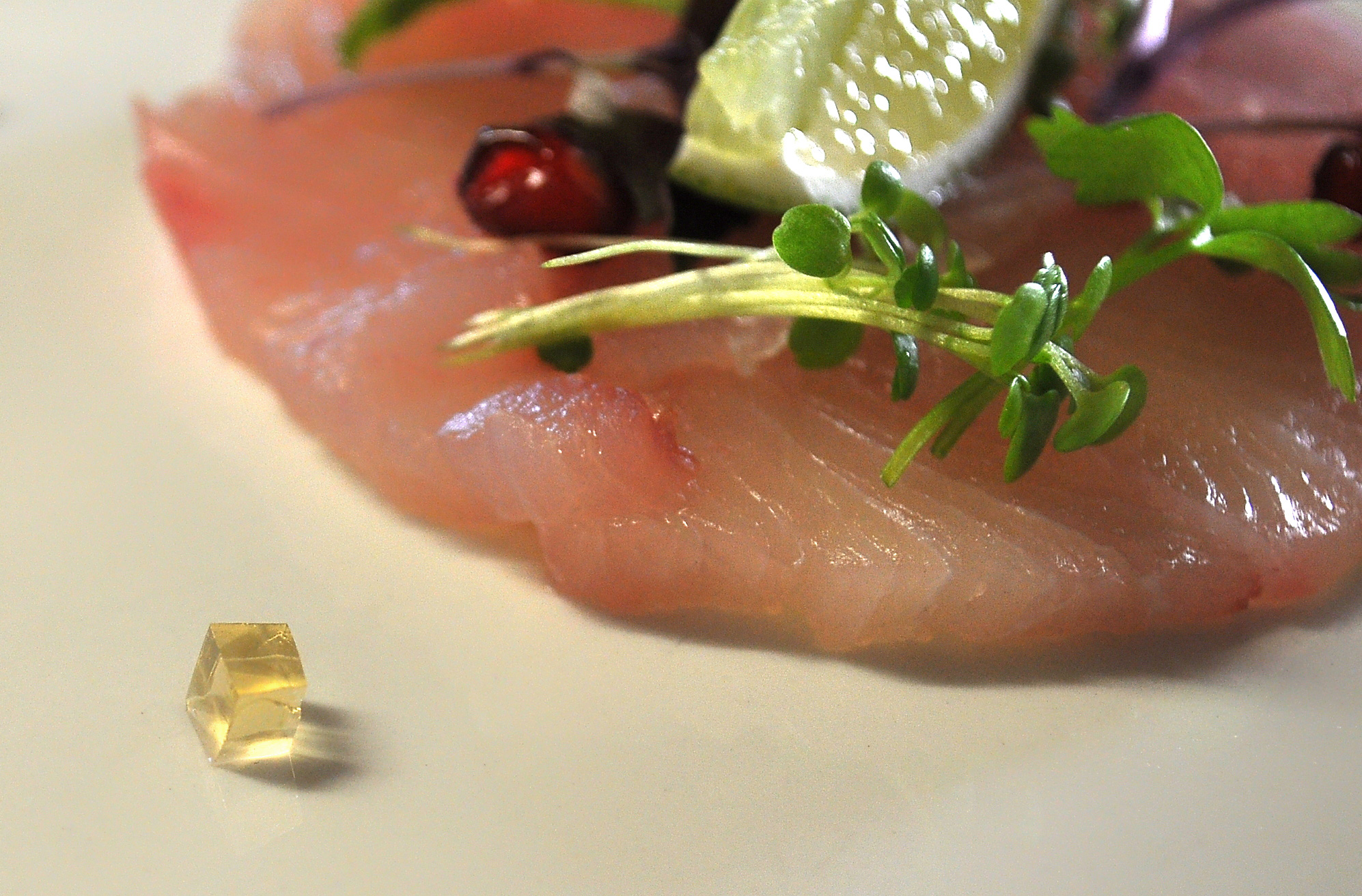
Saumon.
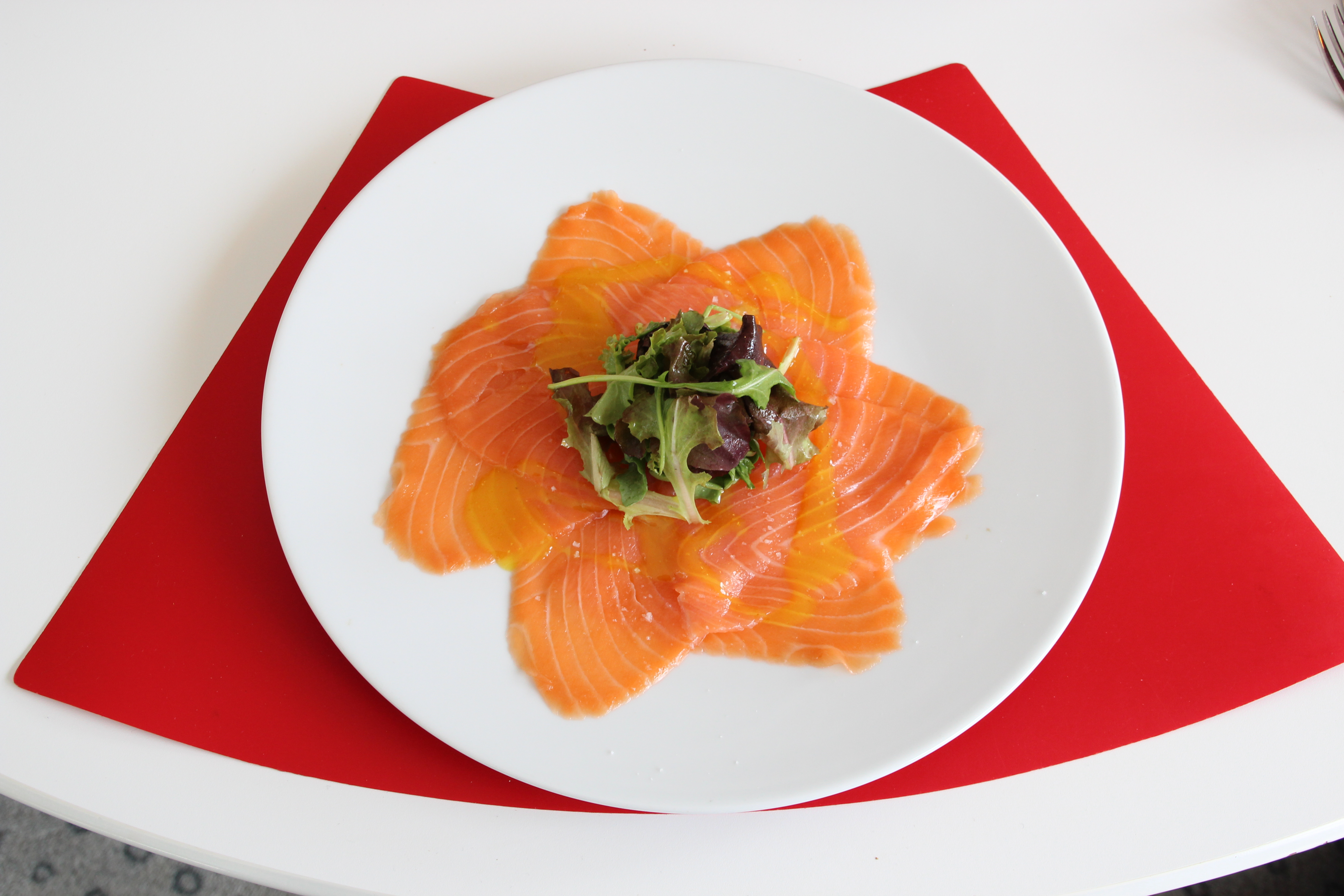
Saumon.
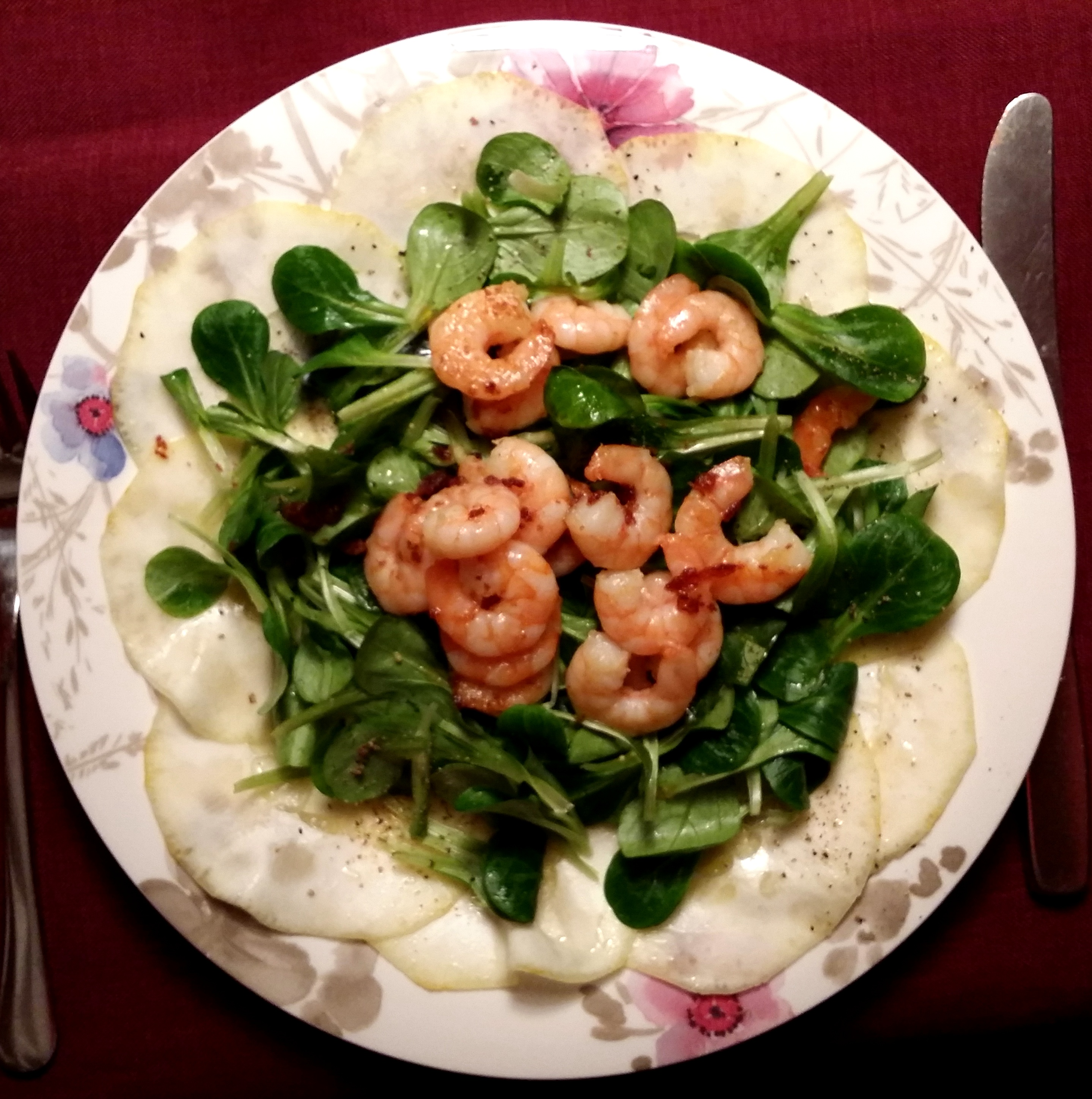
Citron, crevette, mâche.
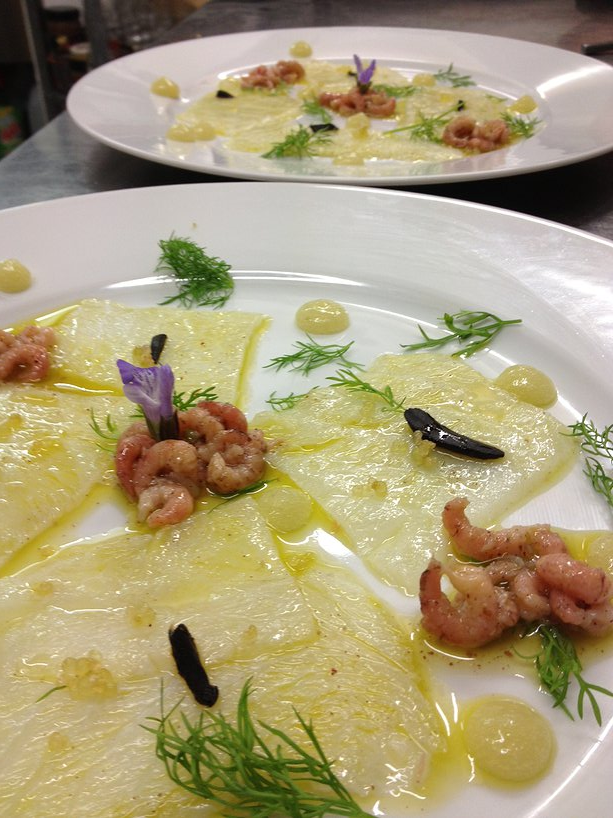
Poisson.
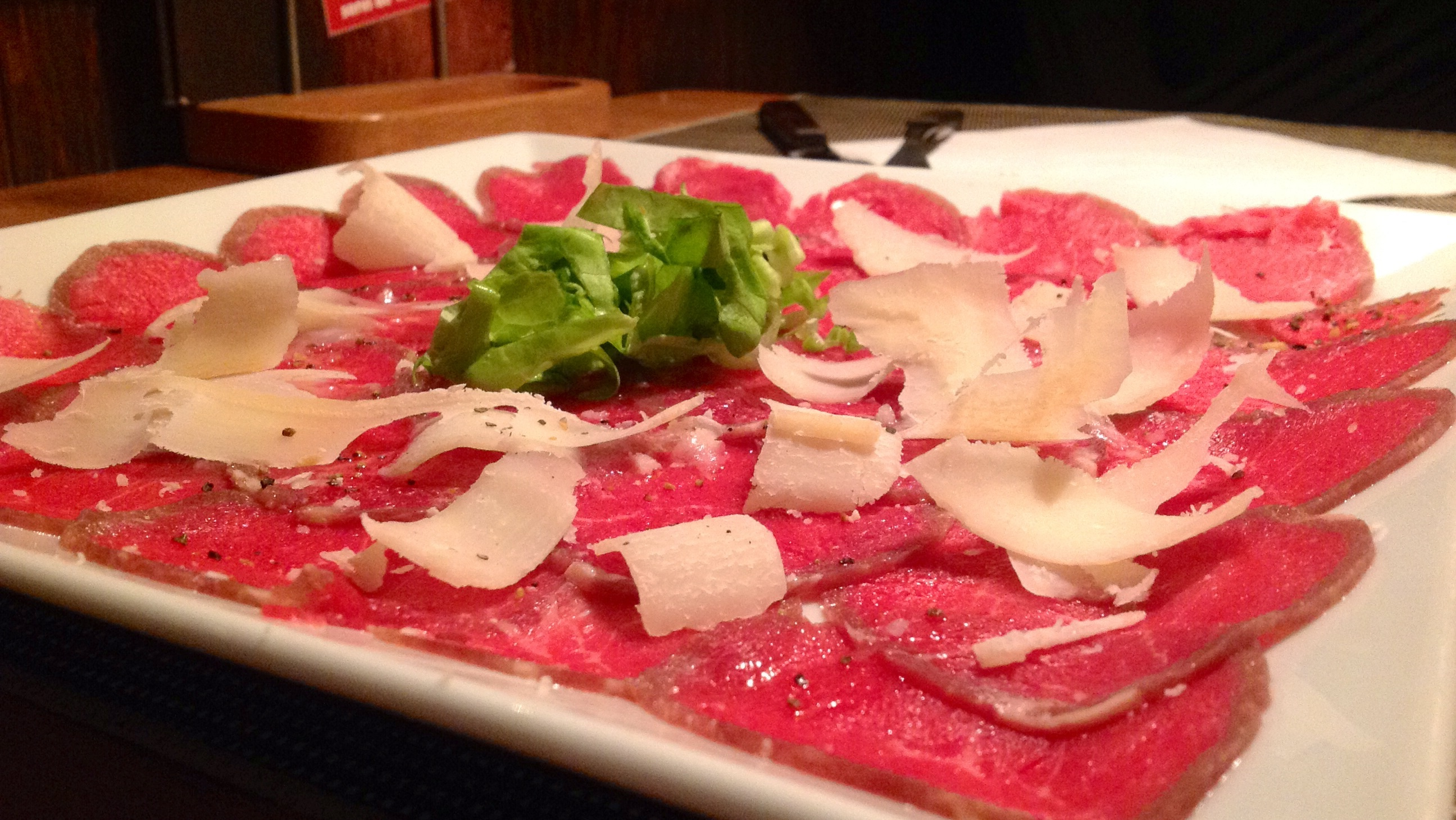
Carpaccio de bœuf.
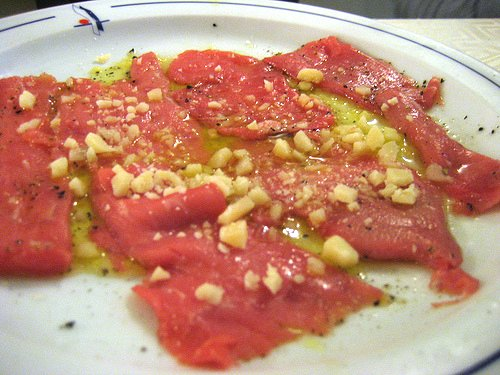
Carpaccio de bœuf.
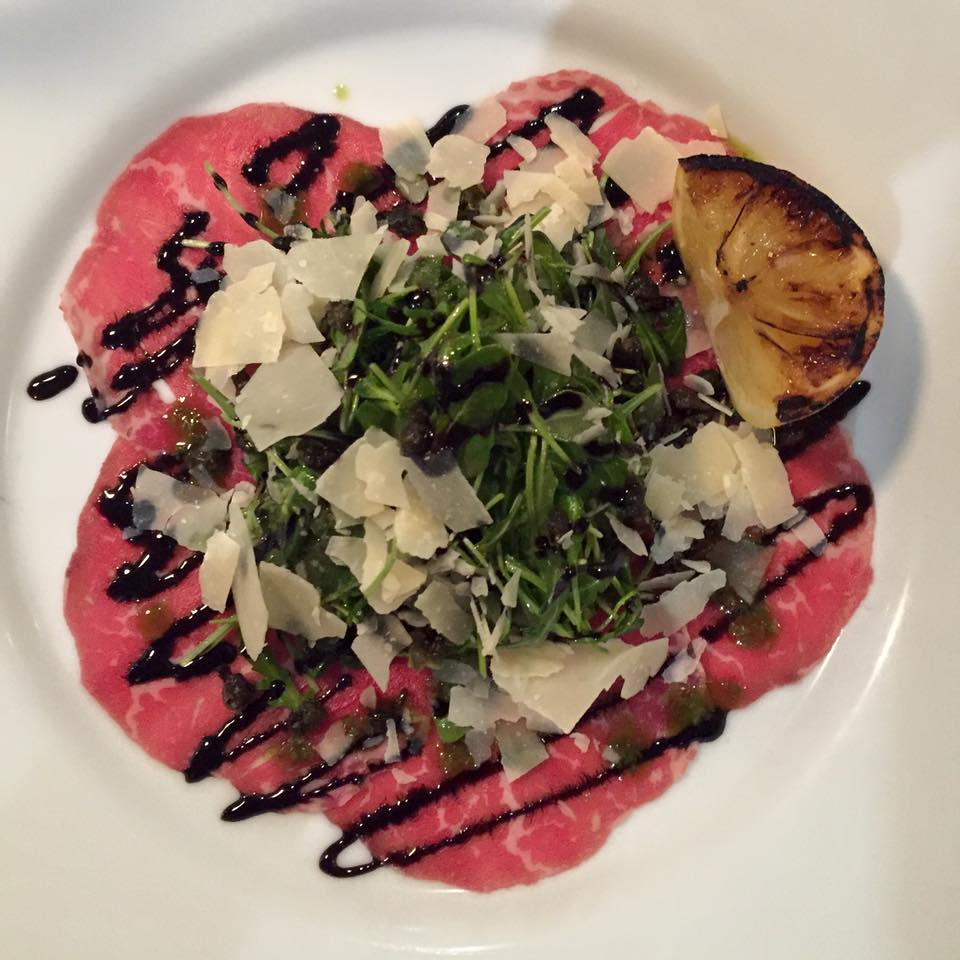
Carpaccio de bœuf.
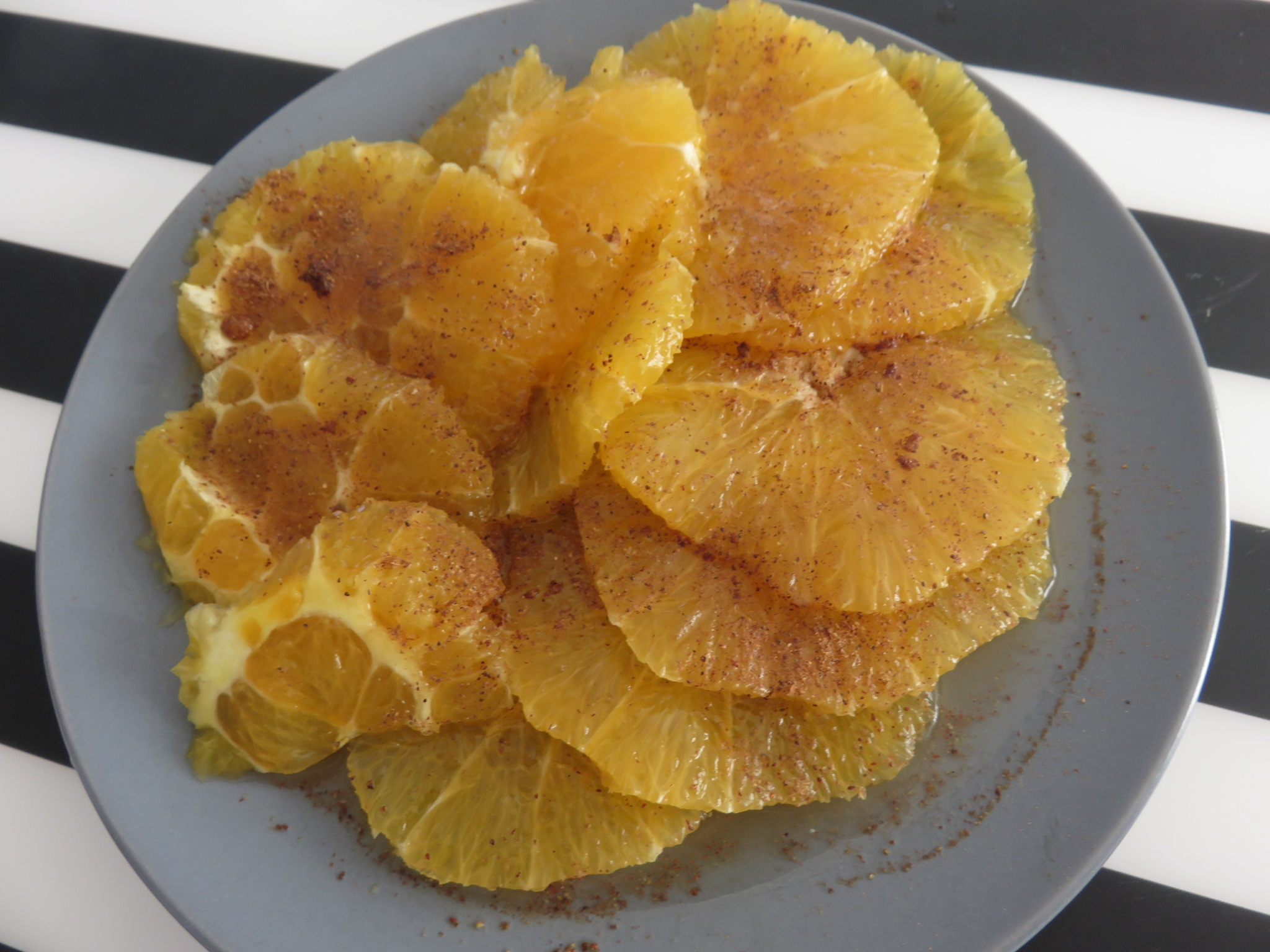
Orange et cannelle.
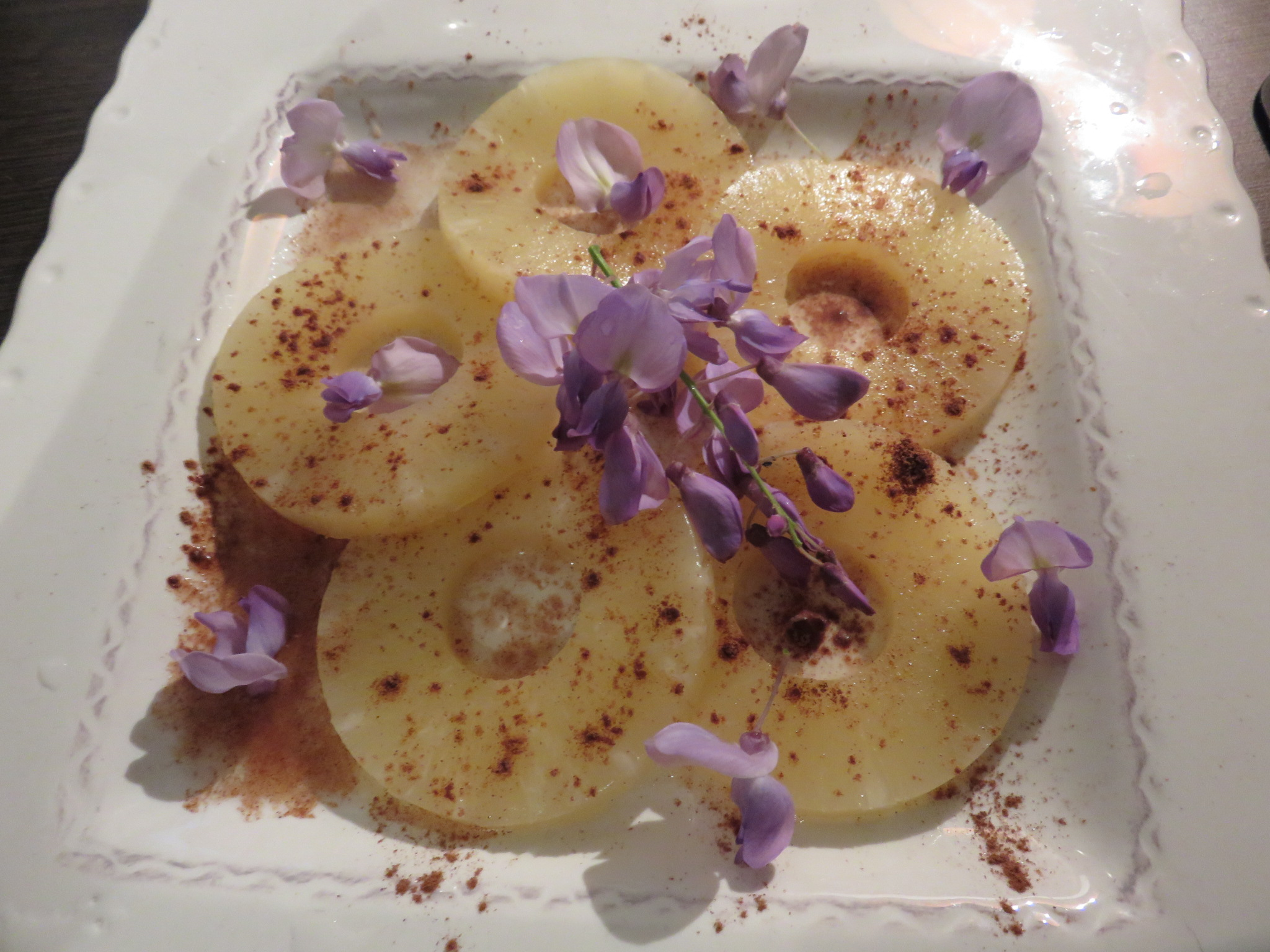
Ananas, eau de fleur d'oranger, cannelle, glycine de Chine.
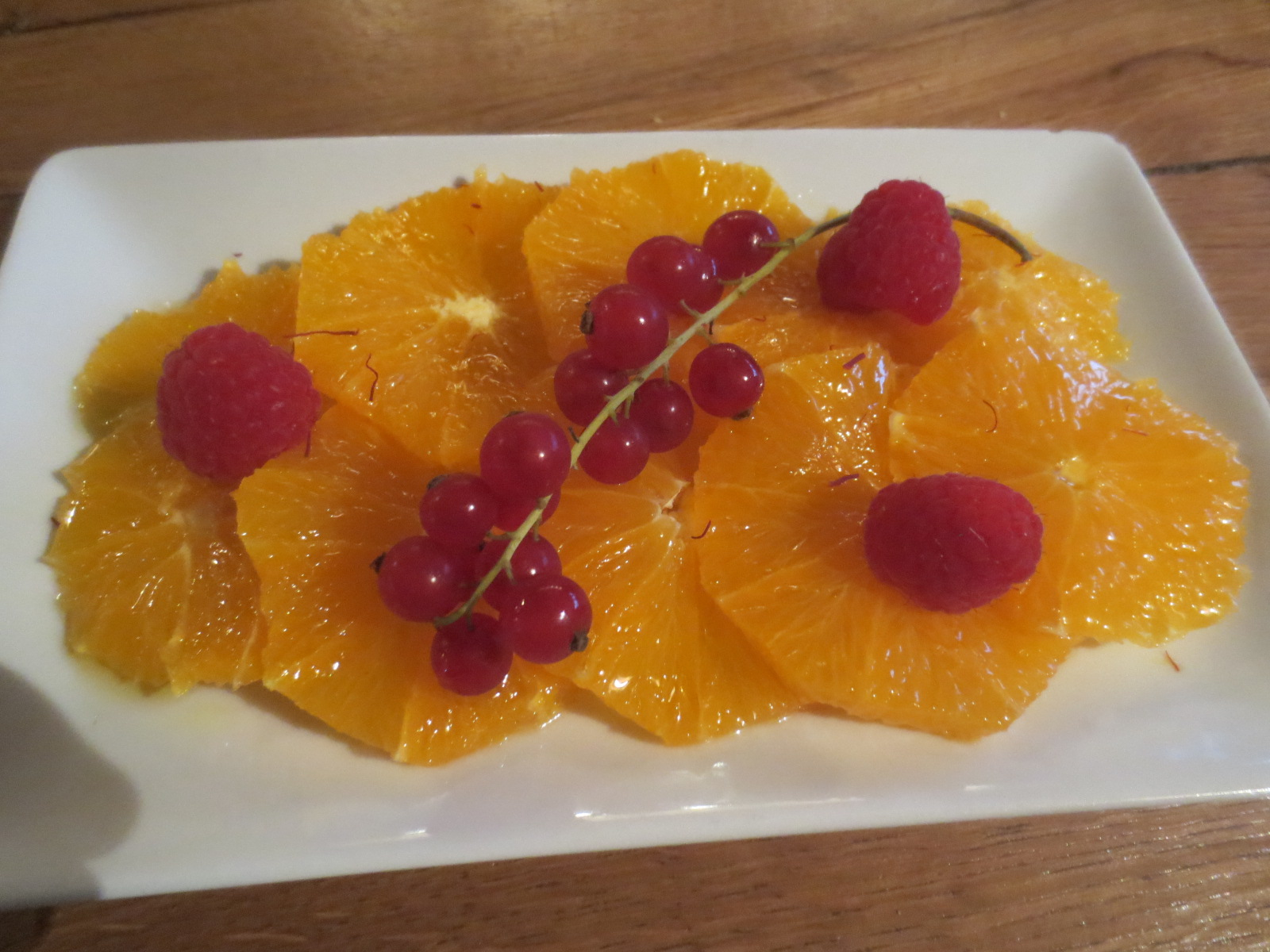
Orange, framboise et groseille.
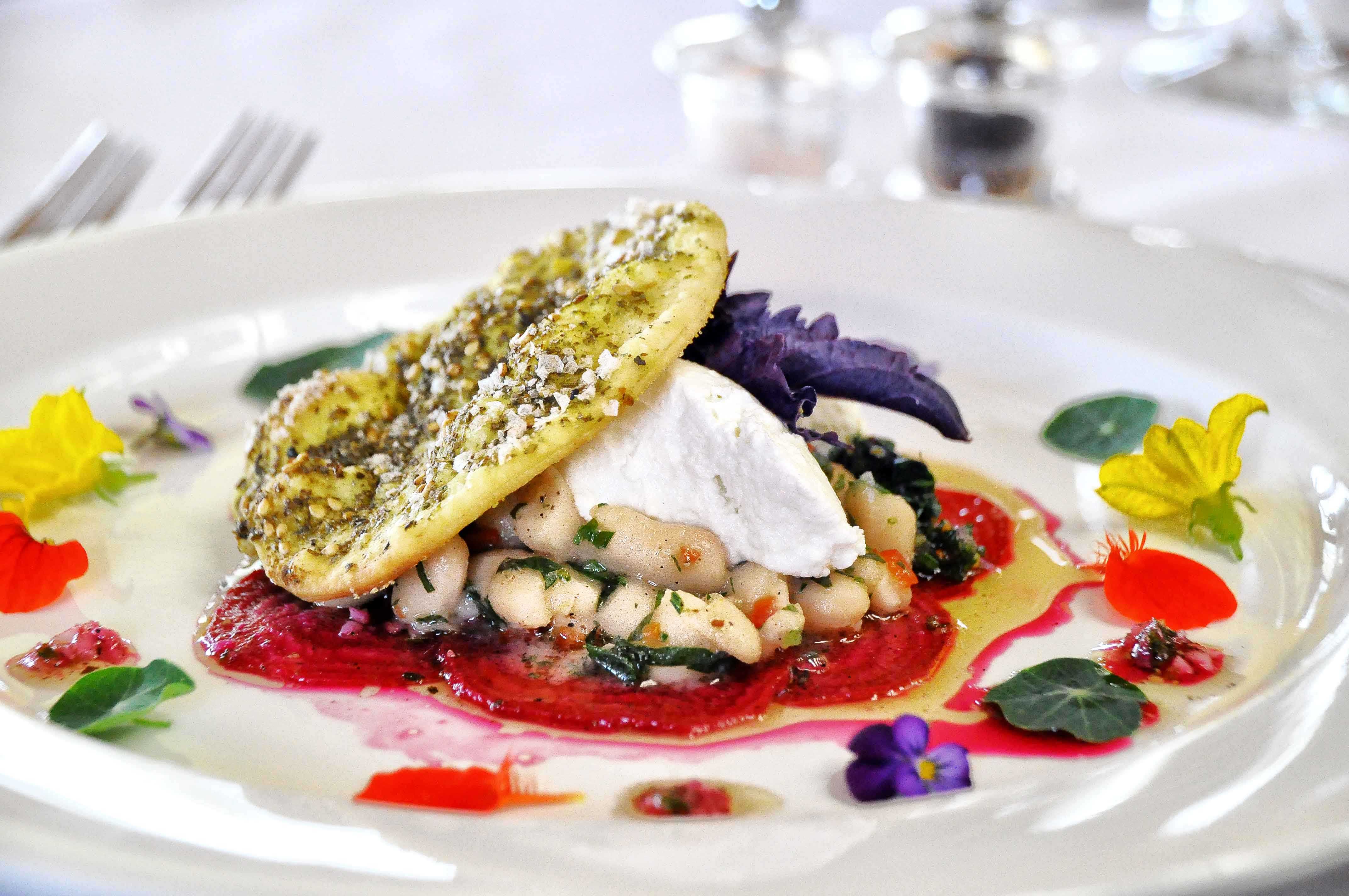
Cuisine des fleurs.
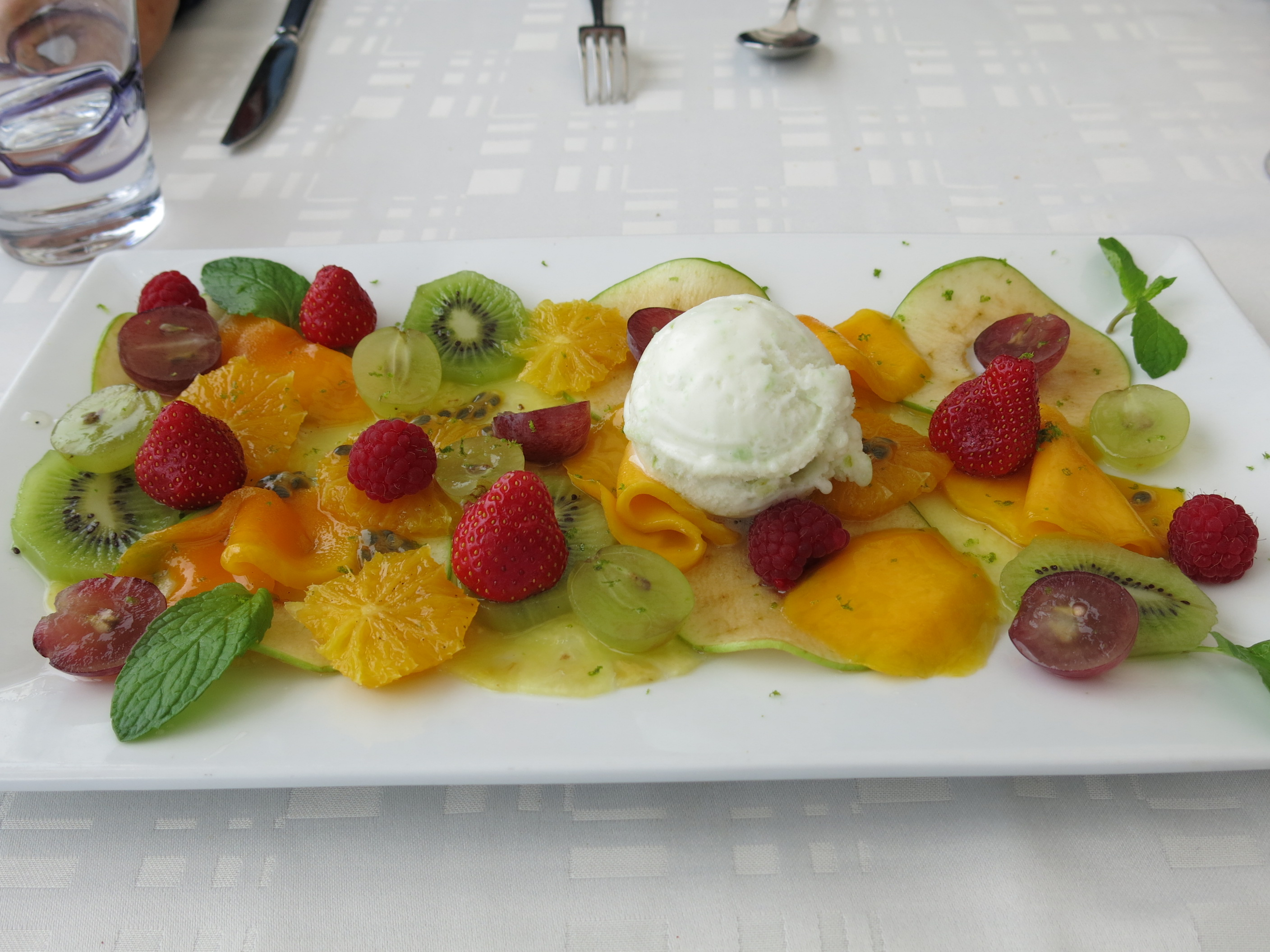
Salade de fruits.